# Elena Gentile
Elena Gentile (ur. 2 listopada 1953 w Cerignoli) – włoska polityk, działaczka samorządowa i lekarka, deputowana do Parlamentu Europejskiego VIII kadencji.

## Życiorys
Ukończyła medycynę na Uniwersytecie w Padwie, podjęła praktykę lekarską jako pediatra w szpitalu w Cerignoli. Wstąpiła do Włoskiej Partii Komunistycznej, po przekształceniach na scenie politycznej działała kolejno w Demokratycznej Partii Lewicy, Demokratach Lewicy i Partii Demokratycznej. Od 1985 wybierana na radną swojej rodzinnej miejscowości, pełniła funkcję zastępczyni burmistrza (1985–1986), asesora w zarządzie miejskim (1986–1991), po czym przez ponad rok sprawowała urząd burmistrza. Wybierana również do rady regionu Apulia, w 2005, po przejęciu władzy w regionie przez lewicę i Nichiego Vendolę, powierzono jej stanowisko asesora, które utrzymała również w 2010.
W wyborach w 2014 z listy PD uzyskała mandat europosłanki VIII kadencji.